# Лев и два быка
«Лев и два быка» — советский мультипликационный фильм в технике перекладок режиссёра Аганаги Ахундова, снятый на студии «Азербайджанфильм» в 1970 году по сценарию Максуда Ибрагимбекова по мотивам басни Сеида Ширвани.

## Сюжет
В загородном доме Лев в цилиндре собирается готовить шашлыки. Снимает со стены ружьё и идёт на охоту.
На поляне два Быка начисто объедают траву. Птица Удод, пролетая над Быками, предупреждает их, что к ним идёт Лев. Быки благодарят Удода, но заявляют, что вдвоём они не боятся Льва.
На поляне появляется Лев и кидается на Быков. В битве победили Быки, Лев позорно убежал.
Лев, подкравшись к Первому Быку, хитростью убеждает его в том, что Второй Бык его объедает, а потом уговаривает поскорее перейти в овраг, где растёт более сочная трава, пока до неё не добрался соперник. Первый Бык уходит в овраг. Второй Бык грустно смотрит ему вслед.
Лев прибивает к стене очередной охотничий трофей — голову Первого Быка. У мангала валяются обглоданные кости.
По плоскогорью идёт большое стадо быков, возглавляемое Вторым Быком.

Когда явилось сто быков,

Льву стало не до шашлыков.

Крепка не ягодка, а гроздь.

Врагу легко, когда мы врозь.

А дружба — лучшая защита

От хищника и от бандита!

## Съёмочная группа
| Авторы сценария        | Максуд Ибрагимбеков             |
| Режиссёр               | Аганаги Ахундов                 |
| Художники-постановщики | Бахман Алиев, Назим Мамедов     |
| Художник-фазовщик      | Эльчин Ахундов, Гусейн Исмайлов |
| Оператор               | Александр Милов                 |
| Композитор             | Октай Зульфигаров               |
| Звукооператор          | Камал Сеидов                    |
| Автор текста           | Александр Тимофеевский          |

## Технические данные
| Название          | «Лев и два быка» или «Аслан и два буйвола» |
| Тип               | Перекладки или аппликационный              |
| Цветность         | цветной                                    |
| Количество частей | 0,5 части                                  |
| Киностудия        | «Азербайджанфильм»                         |
| Дата производства | 1970 год                                   |

## Описание, отзывы и критика
В 1976 году по мотивам мультфильма издательством «Бюро пропаганды советского киноискусства» в серии «Фильм-сказка» была выпущена книга «Лев и два быка» (с иллюстрациями Назима Мамедов и текстом Александра Тимофеевского) тиражом 300 000 экземпляров.
Был включён в состав первого выпуска киноальманаха «Калейдоскоп-71».
По мотивам одноимённой басни Сеида Ширвани. Основную идею фильма составляют единство и союз.
В микрофильме 1970 года Аганаги Ахундова «Лев и два быка» показаны противостояние и борьба сильного и слабого.
Созданная по мотивам национального произведения миниатюра основателя азербайджанской мультипликации, кудесника Эльчина Хаами Ахундова «Лев и два быка» является своеобразным и оригинальным произведением.